# Palais Festetics (Budapest)

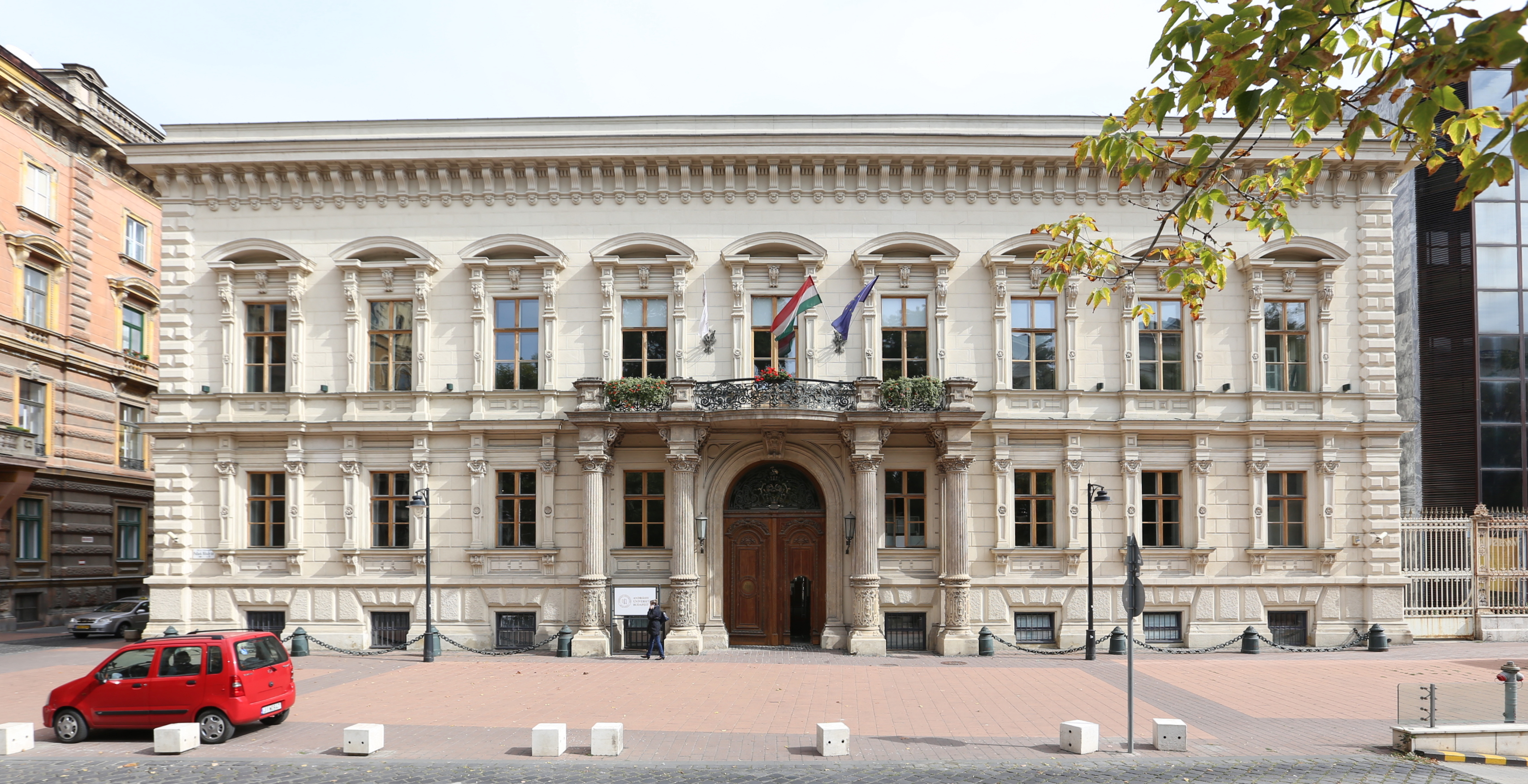
Palais Festics in Budapest (2013)

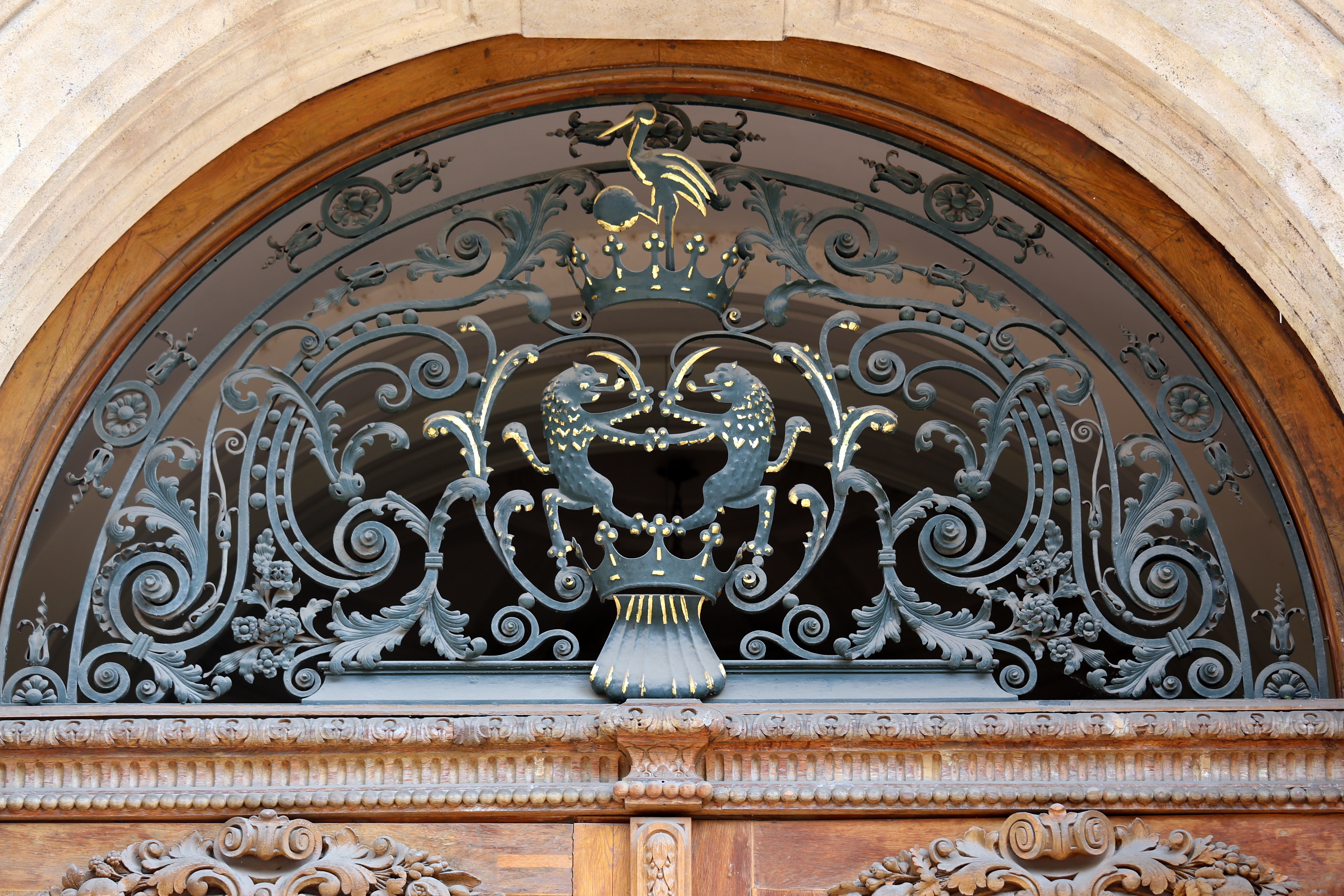
Wappen derer von Festetics über dem Haupteingang

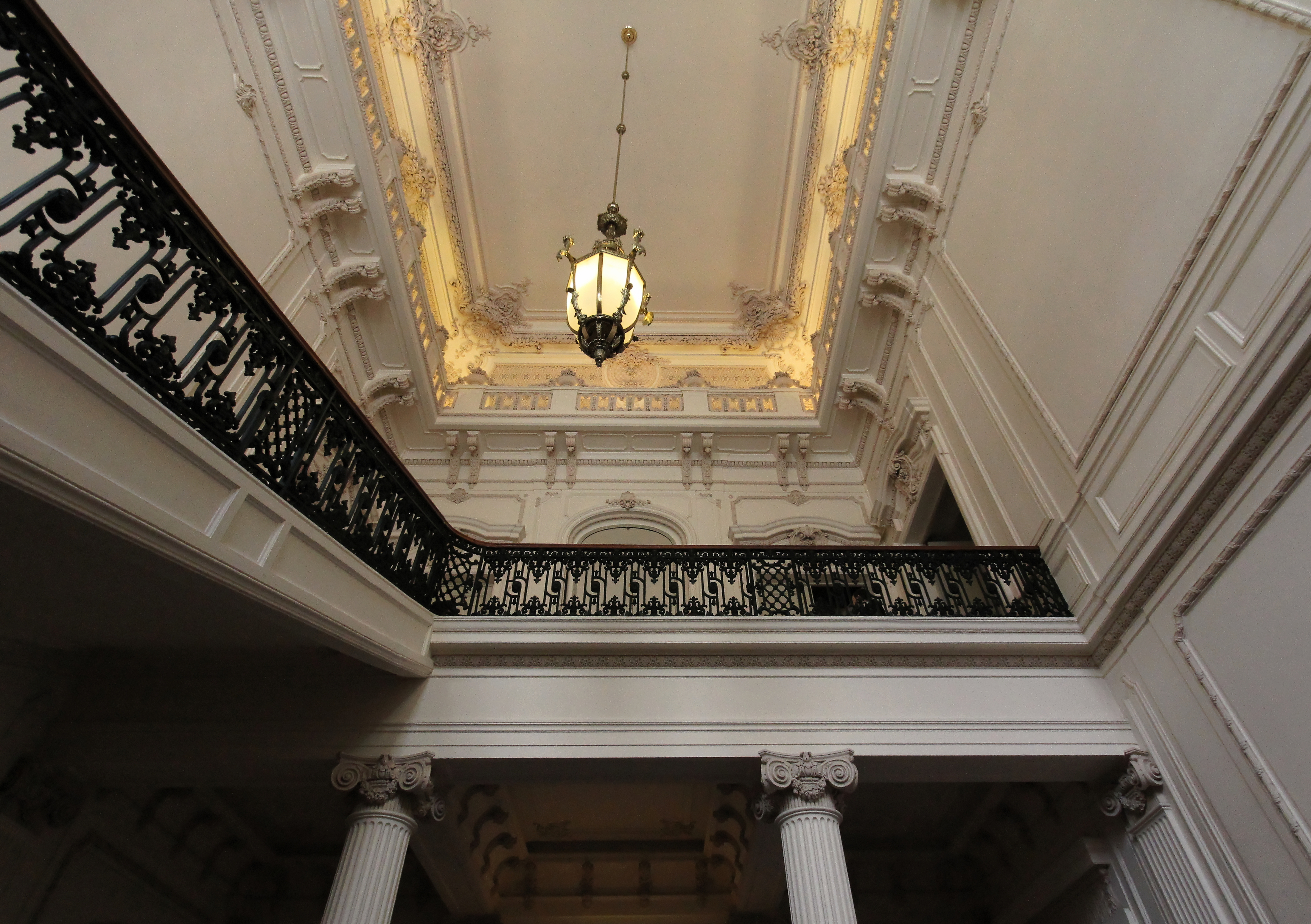
Stiegenhaus im Palais (2013)

Das Palais Festetics (Ungarisch: Festetics-palota) ist ein Stadtpalais am Pollack Mihály-Platz nahe dem Nationalmuseum in Budapest. Es dient heute als Hauptgebäude der deutschsprachigen ungarischen Andrássy Universität Budapest.

## Geschichte
Das Palais Festetics wurde in den Jahren 1862 bis 1865 vom bedeutenden ungarischen Architekten Miklós Ybl erbaut. Auftraggeber war Graf György Festetics, der zu dieser Zeit in der österreichisch-ungarischen Doppelmonarchie amtierender Minister unter Graf Gyula Andrássy war. Als Vorbild diente das Wiener Palais Festetics.
Bis 1933 war das Palais in den Händen der Familie Festetics. Erst als Fürst Tasziló Festetics starb, wurde das Palais vom ungarischen Staat gekauft und diente ab 1941 verschiedenen Institutionen als Sitz. So befanden sich das Teleki Pál Institut für Geschichtswissenschaften, Teile der Széchényi-Nationalbibliothek, sowie die soziologische Fakultät der Loránd-Eötvös-Universität im Palais.
Nach dem Zweiten Weltkrieg war das Palais auch der Amtssitz des ungarischen Staatspräsidenten.
Das Palais wurde von Grund auf renoviert und dabei gleichzeitig modernisiert, sodass dem heutigen Benützer des Palais, der privaten Andrássy-Universität, 3.900 m² zur Verfügung stehen. So wurden das Büro des Rektors und mehrere Hörsäle eingerichtet, auch die deutschsprachige Bibliothek befindet sich hier.

## Architektur
Der Bau ist exakt, seinen Funktionen nach, in drei Teile geteilt, nämlich für Repräsentationen, Privat und einem Teil für die Dienerschaft. Im Hochparterre wurde das Herrenappartement eingerichtet. Im Herzogarbeitsraum findet man eine mit handbemalter Seide kombinierte Holzdecke.
Die repräsentativen Räume, wie Spiegelsaal, Marmorsaal, Festetics- und Andrassysaal befanden sich im ersten Stock. In einem Flügel befanden sich die Privaträume. Auch eine Hauskapelle, die heute nicht mehr existiert war dort platziert.
Im ersten Stock des Hofflügels befanden sich die Räume für das Personal, während sich im Erdgeschoss die Stallungen befanden.
Während die Straßenfassade im Stil der Neorenaissance errichtet wurde, sind die Präsentationsräume dem französischen Barock nachempfunden. Das Stiegenhaus weist hingegen spätbarocke Züge auf. Der kleine und der große Salon weisen eine Rokokowand auf, deren Ölgemälde von dem Wiener Akademielehrer Friedrich Schmidt gemalt wurde.